# Франклін-Парк (Нью-Джерсі)
Франклін-Парк (англ. Franklin Park) — переписна місцевість (CDP) в США, в окрузі Сомерсет штату Нью-Джерсі. Населення — 13 430 осіб (2020).

## Географія
Франклін-Парк розташований за координатами 40°26′40″ пн. ш. 74°32′33″ зх. д. / 40.44444° пн. ш. 74.54250° зх. д. (40.444481, -74.542572).  За даними Бюро перепису населення США в 2010 році переписна місцевість мала площу 6,75 км², з яких 6,75 км² — суходіл та 0,00 км² — водойми.

## Демографія
Згідно з переписом 2010 року, у переписній місцевості мешкало 13 295 осіб у 5310 домогосподарствах у складі 3477 родин. Густота населення становила 1970 осіб/км².  Було 5529 помешкань (819/км²).
Расовий склад населення:
| - 34,5 % — азіатів - 31,9 % — білих - 27,3 % — чорних або афроамериканців - 0,3 % — корінних американців - 2,3 % — осіб інших рас |

До двох чи більше рас належало 3,6 %. Частка іспаномовних становила 7,8 % від усіх жителів.
За віковим діапазоном населення розподілялося таким чином: 22,9 % — особи молодші 18 років, 70,0 % — особи у віці 18—64 років, 7,1 % — особи у віці 65 років та старші. Медіана віку мешканця становила 34,6 року. На 100 осіб жіночої статі у переписній місцевості припадало 87,9 чоловіків;  на 100 жінок у віці від 18 років та старших — 83,0 чоловіків також старших 18 років.
Середній дохід на одне домашнє господарство  становив 98 148 доларів США (медіана — 91 364), а середній дохід на одну сім'ю — 112 353 долари (медіана — 100 495). Медіана доходів становила 66 097 доларів для чоловіків та 62 532 долари для жінок. За межею бідності перебувало 6,6 % осіб, у тому числі 8,9 % дітей у віці до 18 років та 2,9 % осіб у віці 65 років та старших.
Цивільне працевлаштоване населення становило 8333 особи. Основні галузі зайнятості: освіта, охорона здоров'я та соціальна допомога — 23,0 %, науковці, спеціалісти, менеджери — 17,1 %, виробництво — 11,4 %, фінанси, страхування та нерухомість — 11,0 %.